# Heaton Norris
Heaton Norris är en ort i distriktet Stockport, i grevskapet Greater Manchester, i England. Heaton Norris var en civil parish från 1866 till 1935 då den blev en del av Stockport. Denna civil parish hade 13 410 invånare år 1931. Heaton Norris var ett distrikt från 1894 till 1913 då den blev en del av Stockport.